# کاپو

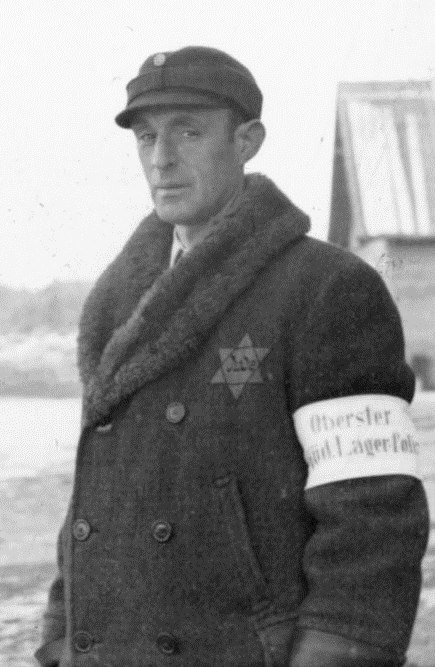
کاپو: پلیس اردوگاه یهود

کاپو یا زندانی کارگر(به آلمانی: Kapo) (به عبری: קאפו) (به آلمانی Funktionshäftling) لقب زندانیانی در اردوگاه‌های کار اجباری آلمان نازی بود که توسط مأموران اس‌اس به عنوان «سرپرست واحدهای کار» گماشته می‌شدند. در بعضی مواقع، این واژه به «هم‌دستان نازی‌ها» نیز گفته می‌شد. به دلیل همکاری کاپوها با نازی‌ها زندانیان عادی، اغلب از کاپوها منتفر بودند اما بودند برخی کاپوهایی که به سایر زندانیان کمک کردند تا غذای بیشتری دریافت کنند یا کار آسانتری انجام دهند. اما در صورتی که یک کاپو در انجام وظایف خود کم‌کاری می‌کرد جایگاه خود را (به عنوان زندانی ارشد) از دست می‌داد و به علاوه از طرفِ کاپوی بعدی هدف اذیت و آزار هم قرار می‌گرفت.

## کارکرد
اگرچه تمام کمپ توسط اس اس اداره می‌شد اما مدیریتِ امورِ روزانهٔ کمپ توسط زندانیان کاپو انجام می‌شد. ادارهٔ کمپ بر اساس قوانین ظالمانه ای بود که زندانیان را محکوم به تحمل شکنجه‌های جسمی و روانی، کارِ فیزیکی طاقت فرسا و گرسنگی شدید می‌کرد و نیروهای اس اس بدون بهره‌گیری از کاپوها نمی‌توانستند چنین سیستم ظالمانه ای را برپا کنند. کاپوها به شکل فعالی در کتک زدن و حتی کشتار سایر زندانیان نقش بازی می‌کردند. وجود کاپوها کمک می‌کرد تا کمپ به تعداد کمتری از نیروهای حقوق بگیرِ اس اس احتیاج داشته باشد و در نتیجه مخارج ادارهٔ کمپ کاهش میافت. در برخی از موارد کاپوها حدود ۱۰٪ از کل جمعیت زندانیان را تشکیل می‌دادند.

## سلسله مراتب
کاپوها در میان خود یک سیستم سلسله مراتبی از قدرت و اختیارات داشتند. در میان کاپوها بالاترین اختیارات به ترتیب در اختیار رهبر کمپ (Lagerältester) رهبر گروهان (Blockältester) و منشی گروهان (Stubenältester) بود؛ بنابراین حداکثر مقامی که یک زندانی می‌توانست کسب کند رهبری کمپ بود.
1. رهبر کمپ (Lagerältester): تحت فرمانِ مستقیم فرمانده اس اس بود و وظیفه داشت تا اطمینان حاصل کند که امورات کمپ به درستی می‌گذرد.[۷]
2. رهبر آسایشگاه (Blockältester): وظیفه داشت تا اطمینان حاصل کند تا دستورها به درستی به افراد هر گروه منتقل می‌شود.[۷]
3. منشی آسایشگاه (Blockschreiber): وظیفه داشت تا از نظافت و کیفیت شپش زدایی اتاق‌های خوابگاه‌ها اطمینان حاصل کند.[۷]
4. ارشد گروهان (Vorarbeiter): وظیفه داشت تا با توسل به خشونت و تهدید، سایر زندانیان را وادار به کار کند.[۷]

## گزینش و ویژگی‌های روانی

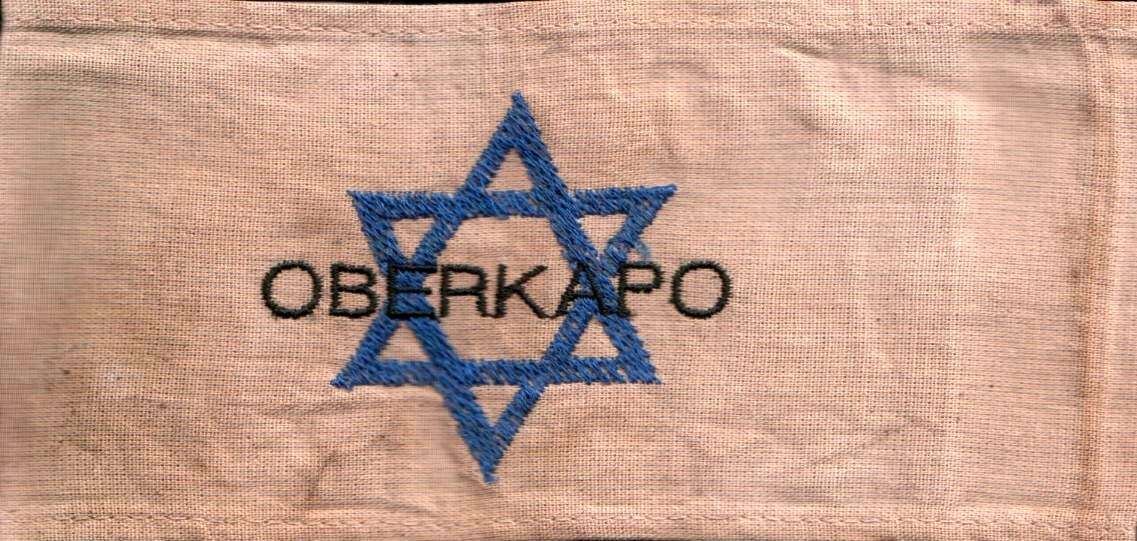
تصویری از آرم لباس یکی از زندانیان ارشد گروهان.

نحوهٔ ادارهٔ کمپ به گونه ای بود که یک کاپو با توسل به خشونت در برابر همقطاران خود بایستد تا نتایج دلخواه اس اس حاصل شود. به علاوه سیستم سلسله مراتبی مانع از انزوای زندانیان هم می‌شد. برای مثال (در سیستم نشانه گذاری زندانیان اردوگاه) یهودیان لباس‌هایی با یک ستارهٔ زرد رنگ می‌پوشیدند و سایر زندانیان لباس‌هایی با یک ستارهٔ روبه پایین داشتند. اما زندانیانی که لباس‌هایی با مثلث سبز رنگ داشتند جرایم خشنی مرتکب شده بودند و به سنگدلی و بیرحمی شهرت داشتند و لذا اس اس آن‌ها را به خاطر داشتن همین ویژگی‌های روانی گزینه‌های مناسبی برای کاپو بودن می‌دانست زیرا اس اس از وجود چنین حسِ سنگدلی در جامعهٔ زندانیان، برای ادارهٔ کمپ بهره می‌برد.
اگرچه به‌طور کلی اس اس ترجیح می‌داد تا کاپوها از میان زندانیان خشن انتخاب شوند اما در اثر گذشت زمان (در برخی اردوگاه‌ها) تغییراتی در این رویکرد لحاظ شد. برای مثال در بوخن والد در ابتدا بسیاری از کاپوها از میان زندانیانی با جرائم خشن انتخاب می‌شدند اما از سال ۱۹۳۹ به بعد زندانیان سیاسی به تدریج در این سمت جایگزین زندانیانِ با جرائم خشن شدند. اما در ماوتهاوزن کاپوها حتی تا کمی پیش از آزادسازی همچنان در اختیار زندانیان خشن بود. به عنوان مثال جوزف هایدن یکی از کاپوهای مخوف و منفور و سادیسمی اردوگاه داخاو بود که در ابتدا به دلیل جرائم سیاسی به داخائو فرستاده شد. اما پس از آنکه در قتل چندین زندانی نقش پررنگی ایفا کرد در سال ۱۹۴۲ آزاد شد و به وافن اس اس پیوست.

## محاکمه پس از جنگ
پس از جنگ جهانی دوم و در جریان دادگاه اشتوت هوف که در شهر گدانسک لهستان برگزار شد پنج کاپو که در کمپ اشتوتهوف زندانی بودند محکوم به مرگ شدند